# Dorstenia socotrana
Dorstenia socotrana är en mullbärsväxtart som beskrevs av A.G. Miller. Dorstenia socotrana ingår i släktet Dorstenia och familjen mullbärsväxter. Inga underarter finns listade i Catalogue of Life.